# Castillo Siete Villas
Castillo Siete Villas es una localidad del municipio de Arnuero (Cantabria, España). El pueblo cuenta con tres barrios: San Pantaleón, San Pedro y San Juan. Castillo está a 56 metros sobre el nivel del mar, situado junto a la sierra de Baranda, a 2,8 kilómetros de la capital del municipio, Arnuero. En el año 2008, la localidad contaba con 594 habitantes (INE).

## Lugares de interés
Destaca del lugar la iglesia de San Pedro y la torre de Venero (del siglo XIV), que fue declarada bien de interés cultural en el año 1992.

## Historia
En la Edad Media ya pasaban por el pueblo de Castillo, peregrinos que iban a Santiago de Compostela. En Castillo había un hospital de peregrinos que se encontraba entre la iglesia de San Pedro y el colegio.
Los de Castillo destacaban como ebanistas doradores. De la época medieval tenemos la torre de Venero que hoy se encuentra restaurada. También en la Edad Media y en estilo gótico tenemos la iglesia de San Pedro Apóstol , que tiene una de las portadas más bonitas de Cantabria.
Podemos encontrar, por otra parte, casas y casonas de los siglos XVII y XVIII, algunas con escudo. Un ejemplo es la casa donde nació Gerardo de Alvear, además se conserva algún barrio de casas populares, como el barrio Ventorrillo.

## Deportes
Fútbol: Asociación Deportiva Siete Villas